# Només d'entrar hi ha sempre el dinosaure
Només d'entrar hi ha sempre el dinosaure és el quart disc del grup català Els Amics de les Arts. Es va publicar el 8 d'abril de 2014 amb el segell de DiscMedi.
El títol del disc fa referència al microrelat, El dinosaure, de l'autor guatemalenc Augusto Monterroso i publicat el 1959; el microrrelat consisteix en una única frase que diu així: «quan va despertar, el dinosaure encara hi era». No és el primer cop que es fa referència a El dinosaure en la història de la música en català, sinó que Antònia Font, l'any 2006, ja citava el microrelat a la cançó Amazones a sa lluna. El títol de la cançó «Preferiria no fer-ho» fa referència al relat de ficció Bartleby, l'escrivent de Herman Melville i la cançó «Museu d'Història Natural» s'inspira en una escena de El vigilant en el camp de sègol de J. D. Salinger. També hi ha referències a Joc de trons en alguns versos de «El mite de Prometeu» i de «A mercè d'un so».
El primer senzill del disc, «Ja no ens passa», es va presentar l'11 de març de 2014, pràcticament un mes abans de la publicació de l'àlbum sencer; es va presentar acompanyat del seu respectiu videoclip. També es va oferir la cançó en descàrrega gratuïta al seu web durant 5 hores, durant les quals la cançó va ser descarregada més de 6.000 vegades. Durant la primera setmana, va ser el segon disc més venut d'Espanya, segons Promusicae.
El videoclip del primer senzill va ser dirigit per Dani de la Orden, el director de Barcelona, nit d'estiu, i protagonitzat pels actors Noemí Costa, Pau Roca i Javi Jiménez. El grup va presentar el vídeo oficialment el 14 de març de 2014 en un acte al Museu del Cinema de Girona dins les activitats paral·leles del Festival Strenes. El videoclip va ser produït per Intricate Productions.
Per preparar l'estrena del nou disc, el grup va publicar una minisèrie de quatre càpsules titulada Entre amics. En cadascuna d'elles apareix un dels membres del grup i un conegut actor català mentre estableixen una conversa en la qual l'actor explica una anècdota de la qual naixerà una cançó del disc. Els actors que apareixen van ser Josep Maria Pou, Emma Vilarasau, Aina Clotet i David Verdaguer.
Bona part de les cançons del disc giren al voltant de la pèrdua. Per exemple, «A mercè d'un so» algú perd la llibertat i a «Ja no ens passa» algú perd l'esperança. Instrumentalment parlant, en aquest disc pren més presència l'orgue Hammond i a la distorsió.

## Llista de cançons
El disc consta de dotze cançons:
| Núm. | Títol                          | Durada |
| ---- | ------------------------------ | ------ |
| 1.   | «Museu d'Història Natural»     | 4:32   |
| 2.   | «Corredor de fons»             | 3:02   |
| 3.   | «Ja no ens passa»              | 2:58   |
| 4.   | «El mite de Prometeu»          | 4:19   |
| 5.   | «Els bons fotògrafs»           | 2:45   |
| 6.   | «L'hivern (que la van abduir)» | 4:41   |
| 7.   | «Noble art»                    | 3:28   |
| 8.   | «M'he aficionat al ball»       | 3:11   |
| 9.   | «A mercè d'un so»              | 3:28   |
| 10.  | «Apunto Shakespeare»           | 4:18   |
| 11.  | «La dona vestigi»              | 3:38   |
| 12.  | «Preferiria no fer-ho»         | 4:55   |